# Чорносотенці

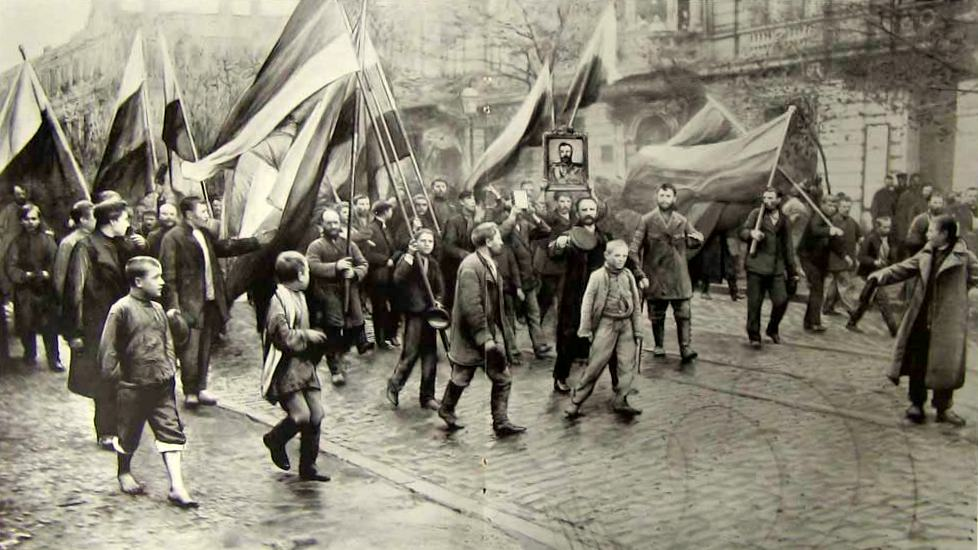
Демонстрація чорносотенців в Одесі незабаром після оголошення «Маніфесту 17 жовтня»

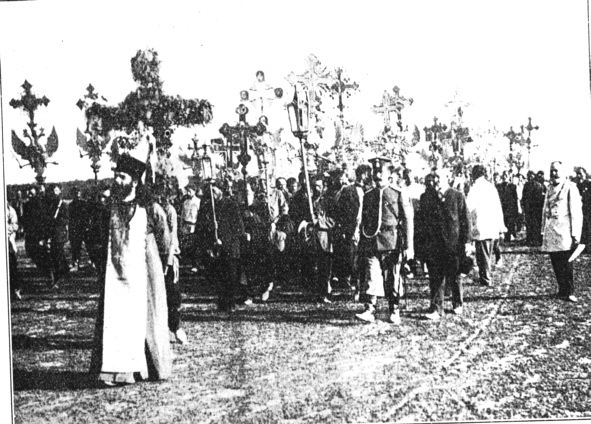
Демонстрація чорносотенців у 1907

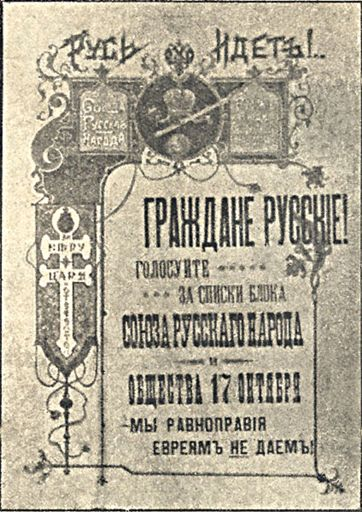
Агітаційна листівка організації Союз Русского Народа

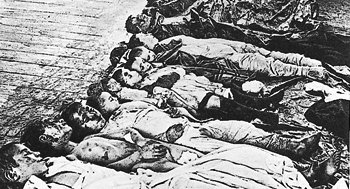
Жертви Катеринославського погрому

Чорносотенці — збірна назва для низки російських монархічних й ультранаціоналістичних організацій, що виникли після революції 1905 року в Російській імперії. Назву взяли від низового нижньогородського ополчення Смутного часу, під проводом Кузьми Мініна. Виступали за збереження самодержавства на основі уваровської формули «Православ'я, самодержав'я, народність». Період особливої активності чорносотенців припав на 1905–1914 роки.

## Організації
Головна з чорносотенних організацій — Союз Русского Народа на чолі з лікарем Олександром Дубровіним у Петербурзі, активний діяч — бессарабський поміщик і службовець Міністерства Внутрішніх Справ, згодом член II — IV Державної Думи В. Пуришкевич). Організаторами Союзу були реакційні шовіністичні елементи з поміщиків, бюрократії, крайньої правої інтелігенції та духовенства; масове членство складалося з міського і сільського населення. Члени користувалися підтримкою уряду й співпрацювали з таємною поліцією «охранкою».
У 1905–1907 Союз Русского Народа налічував до 900 відділень, найбільші з них в Москві, Одесі, Києві, Почаївській Лаврі, Саратові та ін. містах. З провінційних органів чорносотенців найнетерпимішим був «Почаевский листок». Друкувалися матеріали чорносотенців і в інших виданнях, окрім власних (в Україні — у «Кіевлянинъ», у Бессарабії — у «Бессарабецъ»).

## Програма
Чорносотенці відстоювали самодержавство, всеросійську національну концепцію (невизнання українців і білорусів як окремих народів) і неподільність Російської імперії, поборювали демократичні і соціальні реформи, конституціоналізм, впливи неросійських груп, зокрема євреїв у суспільному житті (антисемітизм). Влаштовували масові виступи, так звані «патріотичні» маніфестації, протести проти ліберально-поступових рухів, включно до вбивства опозиційних діячів.

## Діяльність в Україні
В Україні організації чорносотенців були досить сильні, і спиралися на місцеву українську інтелігенцію, на свідомі елементи міста і села, а також (особливо на Волині) на православне духовенство. Найсильніші осередки чорносотенців були в Одесі, підтримувані градоначальником Іваном Толмачовим (гол. відділу Союза Русского Народу граф Олексій Коновніцин, 1907 — 22 000 чл., переважно з міського плебсу, орган «За царя и родину»), у Києві (керівний діяч М. Мищенко), Харкові (гол. Котов-Коношенко), Єлисаветграді (газ. «Глас народа» І. Фоменка), у Почаївській Лаврі (діяльністю чорносотенців на Волині керував архимандрит Віталій Максименко, їхні ідеї пропаґували газети «Волынская Земля», «Почаевский листок»). Чорносотенці мали свої бойові «дружини», які влаштовували 1906 — 07 єврейські погроми в Києві, Одесі, Ялті й інших містах. В Україні організації чорносотенців також виступали проти українського самовизначення та шанування Тараса Шевченка:.
|  | ПАНИХИДЫ ПО Т. ШЕВЧЕНКЕ И ЧЕРНОСОТЕННОЕ ДУХОВЕСТВО. Киевскому миссионерскому комитету пришлось высказаться по докладу священника с. Демиевки о. Пестрякова, настаивавшего на необходимости запрещения духовенству служить панихиды по Т. Шевченке, так как эти панихиды якобы пробуждают в населении сепаратизм и способствуют распространению «мазепинства». Доклад этот, основанный исключительно на политиканстве и с религией ничего общего не имеющий, вызвал, как сообщают газеты, горячие дебаты. Рьяным сторонником о. Пестрякова оказался митрофорный протоиерей Софийского собора о. Златоверховников. Большинство комитета не согласилось однако с нелепыми доводами о. Пестрякова и его alter ego Златоверховникова. Против запрещения панихид высказался и еп. Назарий, заявив, что раз Т. Шевченко погребен по всем правилам православной церкви, то никто не имеет права запретить молиться о нем. Тем не менее эта непристойность с именем великого Кобзаря еще раз, очевидно, повторится в комитете, так как комитет постановил поручить миссионеру Потехину составить специальный доклад о Шевченке и об украинском движении.(рос.) |

До чорносотенців була ідейно близька дещо поміркована організація «Русское собрание»(рос.) з відділами в Харкові, Києві, Одесі. Ця організація видавала в Харкові «Мировой труд» (ред. проф. А. Вязіґін, голова фракції партії правих у III Державній Думі). У 1906 постав «Одесский Союз Русских Людей»(рос.) на чолі з Миколою Родзевичем, який мав 10 відділів на півдні Україні.
У жовтні 1906 на з'їзді в Києві чорносотенні організації створили спільний фронт під назвою «Объединенный Русский Народ»(рос.). 1907 — 1908 подібна організація діяла в Одесі: «Российский (Белый) Двухглавый Орел»(рос.) під проводом В. Бєліковича. Чорносотенці та інші праві організації використали антипольські настрої селян Правобережжя у виборчій кампанії до III Державної Думи (1907) і провели до неї винятково своїх депутатів з Київської і Волинської губернії. На початку 1908 від Союза Русского Народа відкололася група на чолі з Пуришкевичем, що оформилася в Союз Михаїла Архангела з відділами в Києві, Одесі (міський голова Борис Пелікан, орган «Южный Вогатырь»(рос.)), Херсоні (організатор І. Фоменко) тощо.
Після 1908 р. «Союз» розпався на кілька окремих організацій, які провадили єврейські погроми, нищили все, що звалося українським.
В Одесі виникла 1910 ще одна організація чорносотенців — «Южный Монархический Союз» (голова Зайченко). У 1913 в Одесі голова Союза Михайла Архангела внаслідок пофальшованих виборів опанував міську управу; тоді ж чорносотенці домоглися закриття в місті «Просвіти».
Для чергової антиєврейської кампанії чорносотенці використали у 1913 процес М. Бейліса, звинуваченого в ритуальному вбивстві християнського хлопця; але звільнення його судом присяжних у Києві завдало чорносотенцям моральної поразки.
Організації чорносотенців були ще активні під час війни, але після лютневої революції 1917 розпалися, а деякі були формально ліквідовані.

## Відродження чорносотенців
Відродження чорносотенного руху розпочалося в містах Росії та містах зі значною російською діаспорою, наприкінці та після Перебудови. Так, у 1992 році член товариства «Пам'ять» Олександр Штильмарк почав видавати газету «Чорна сотня», тоді ж його група «Чорна сотня» відокремилася від товариства «Пам'ять». З 2003 а «Православний набат» — головне видання чорносотенного руху, очолюваного Штільмарком.
До чорносотенців належить відтворений в 2005 році «Союз російського народу», газета «Православна Русь», організації на чолі з Михайлом Назаровим, заснована Костянтином Кінчевим серед фанатів гурту АлисА «Червоно-чорна сотня», а також безліч дрібних організацій. Значна частина сучасних російсько-шовіністичних організацій  не виводить себе безпосередньо з чорносотенства початку XX століття, проте не заперечує ідейного впливу цього руху.
Чорносотенні організації є у багатьох містах колишнього СРСР: Москві, Санкт-Петербурзі, Тихвіні, Костромі, Новосибірську, Києві[джерело?] та інших. У містах Єфремова і Томську створені музичні ансамблі під назвою «Чорна сотня».